# Peggy King
Peggy King (* 16. Februar 1930 in Greensburg, Pennsylvania) ist eine US-amerikanische Pop- und Jazzsängerin.

## Leben und Wirken
King sang Anfang der 1950er-Jahre in den Swingbands von Charlie Spivak, Ray Anthony und Ralph Flanagan, mit denen erste Aufnahmen entstanden. In den 1950er- und Anfang der 1960er-Jahre war sie häufiger Gast in amerikanischen Fernsehshows u. a. von Mel Tormé, Johnny Carson, Nat King Cole, Perry Como und Bob Hope. 1954 sang sie bei Harry James. Nachdem sie landesweit durch ein Jingle für Tomatensoße bekannt geworden war, nahm sie Mitch Miller für Columbia Records unter Vertrag. Es folgten die Alben Girl Meet Boy (1955, mit Jerry Vale) und Wish Upon a Star (1956, mit dem Percy Faith Orchestra). 1955 erhielt sie eine Emmy-Nominierung in der Kategorie Beste Sängerin. 
1959 nahm sie für Imperial das Album Lazy Afternoon auf. Anfang der 1960er-Jahre arbeitete sie u. a. mit Bobby Hackett. 1983 spielte sie mit einer Begleitband, bestehend aus Dick Sudhalter, Michael Abene, Gene Bertoncini und Michael Moore, das Album Oh What a Memory We Made...Tonight ein, 1984 gefolgt von dem Jerome-Kern-Tributalbum Till the Clouds Roll By (u. a. mit Jerry Dodgion, Gene Bertoncini und Jay Leonhart). Im Bereich des Jazz war sie zwischen 1950 und 1984 an 30 Aufnahmesessions beteiligt.
King wurde mit einem Stern auf dem Hollywood Walk of Fame geehrt (6563 Hollywood Boulevard).